# Met onbekende bestemming
Met onbekende bestemming (originele titel: Destination Unknown) is een detectiveverhaal van Agatha Christie. Het werk verscheen voor het eerst in november 1954 in het Verenigd Koninkrijk en werd gepubliceerd door Collins Crime Club.  In 1955 kwam het werk via Dodd, Mead and Company uit op de Amerikaanse markt. Een Nederlandse versie werd eveneens uitgegeven in 1955. Momenteel wordt de Nederlandstalige variant gedistribueerd door Luitingh-Sijthoff.

## Verhaal
Hilary Craven werd verlaten door haar man nadat hun dochter was overleden. Dit heeft haar in een suïcidale depressie doen belanden. De Britse geheim agent Jessop kan net op tijd verhinderen dat Craven een overdosis slaappillen neemt. Om haar leven spannend te maken, stelt hij haar voor om in naam van de Britse geheime dienst een gevaarlijke taak uit te voeren: ze moet zich voordoen als Olive Betterton, de vrouw van Thomas Betterton. Thomas is een geleerde in kernfysica die sinds enige tijd vermist is. Betterton had net een ultiem oorlogswapen uitgevonden en men vermoedt dat hij werd ontvoerd door Russische spionnen.
Hilary neemt de taak aan en komt zo met enkele andere personen, waaronder Andrew Peters, terecht in een medisch onderzoekcentrum gespecialiseerd in lepra, ergens in het Atlasgebergte. Echter, dat blijkt camouflage te zijn. In werkelijkheid betreft het een geheim onderzoekscentrum te zijn waar wetenschappers het gebouw niet mogen verlaten. Indien er bezoek komt, worden de wetenschappers opgesloten in verborgen kamers en start de illusie. Hilary vindt Thomas en hij speelt het spel mee.
Hilary leert dat het bedrijf in handen is van de rijke Aristides. Hij lokt getalenteerde wetenschappers naar zijn bedrijf en biedt hen een ruim salaris aan. Echter, hij berooft hen van hun vrijheid en wil hun onderzoeken met hoge winst verkopen aan allerhande politieke, wetenschappelijke en medische instanties.
Ondertussen is Hilary verliefd geworden op Andrew. Verder heeft ze op haar reis allerhande hints en tips nagelaten zodat Jessop haar kan vinden. Dat laatste gebeurt waardoor de "gevangen wetenschappers" worden gered. Dan blijkt dat Andrew ook op geheime missie is: hij moest Thomas Betterton vinden. Thomas is een fraudeur, pleegde plagiaat en vermoordde zijn vrouw. Thomas doet nog een poging om te ontsnappen maar wordt gearresteerd. 
Nu Hilary terug liefde heeft gevonden, wil ze geen zelfmoord meer plegen. Eind goed, al goed.